# 2019 в Україні
2019 в Україні — це перелік головних подій, що відбулись у 2019 році в Україні. Також подано список відомих осіб, що померли в 2019 році. Крім того, зібрано список пам'ятних дат та ювілеїв 2019 року. З часом буде додано відомих українців, що народилися в 2019 році.

## Події

### Січень
| |  |  |
| Ювілейна монета НБУ присвячена наданню Томосу про автокефалію Православній церкві України, випущено 25.03.2019 |  |  |

- 1 січня — в Україні відзначають 110-ту річницю з дня народження Степана Бандери[1][2].
- 5 січня — чоловіча збірна України з волейболу вперше за 14 років вийшла на чемпіонат Європи з волейболу.[3].
- 6 січня — Патріарх Варфоломій вручив Томос про автокефалію Православної церкви України митрополитові Київському Епіфанію[4].
- 8 січня — Президент України Петро Порошенко присвоїв звання Герой України патріарху Філарету[5].
- 16 січня — день пам'яті «кіборгів»: в Україні вшановують захисників Донецького аеропорту[6][7][8].
- 21 січня — Україна та Ізраїль підписали Угоду про зону вільної торгівлі[9].
- 22 січня:
  - В Україні відзначають 100-річчя з Дня Соборності[10][11][12].
  - У 2018 році Україна стала першою європейською країною, де компанія Xiaomi зайняла перше місце за продажами телефонів, обігнавши Samsung, який був на першому місці 11 років[13].
- 24 січня — Оболонський районний суд Києва визнав екс-президента Віктора Януковича винним у вчиненні державної зради та засудив заочно до 13 років позбавлення волі[14].
- 28 січня — на турнірі H&N Cup у Мюнхені українські спортсмени Олена Костевич та Олег Омельчук встановили світовий рекорд з кульової стрільби з пневматичного пістолета на дистанції 10 метрів у міксті[15].
- 29 січня — в Україні відзначають День пам'яті героїв Крут[16][17].

### Лютий
- 3 лютого:
  - Відбулася інтронізація глави Православної церкви України Епіфанія під час літургії у Соборі Святої Софії Київської[18].
  - Вибори Президента України: ЦВК завершила приймати документи від кандидатів. Загалом заяви подало 90 осіб, що є рекордною кількістю для України.[19]
- 5 лютого — у Софійському соборі під головуванням митрополита Київського і всієї України, предстоятеля ПЦУ Епіфанія відбулося перше засідання синоду Православної церкви України, на якому затверджено його склад.[20]
- 6 лютого — українська сноубордистка Аннамарі Данча завоювала срібло на чемпіонаті світу[en] у паралельному гігантському слаломі та вперше в історії українського спорту здобула медаль чемпіонату світу зі сноубордингу[21].
- 7 лютого — Верховна Рада України внесла поправки до Конституції, які закріпили курс на повноправне членство в Європейському Союзі та НАТО[22].
- 8 лютого — Вибори Президента України: ЦВК завершила реєстрацію та зареєструвала рекордну для України кількість кандидатів у президенти — 44 людини[23].
- 18 лютого — у фінальному змаганні конкурсу «Америка має талант: Чемпіони»[en] українська художниця піском Ксенія Симонова зайняла третє місце[24].
- 23 лютого — співачка MARUV перемогла у Національному відборі на 64-й пісенний конкурс «Євробачення»[25].
- 26 лютого:
  - Конституційний Суд України визнав неконституційною статтю 368-2 Кримінального кодексу України, яка передбачає покарання для чиновників за незаконне збагачення. Цю кримінальну відповідальність запровадили у 2015 році на вимогу ЄС (для візової лібералізації) та МВФ.[26]
  - Винуватці ДТП у Харкові 18 жовтня 2017 року Олена Зайцева та Геннадій Дронов отримали за рішенням суду по 10 років позбавлення волі[27].
- 27 лютого:
  - Україна на пісенному конкурсі Євробачення 2019: Національна суспільна телерадіокомпанія України повідомила, що Україна не братиме участь у конкурсі Євробачення-2019. Це сталося після того, як MARUV відмовилася підписувати договір, а гурти Freedom Jazz та KAZKA відмовилися від участі.[28]
  - Національна паралімпійська збірна з зимових видів спорту на Чемпіонаті світі-2019, що завершився у канадському місті Принц-Джордж, виборовши у підсумку 42 медалі (9 золотих, 16 срібних та 17 бронзових), посіла 1-е загальнокомандне місце[29].

### Березень
- 1 березня — Вибори Президента України: кандидати Андрій Садовий та Дмитро Гнап вирішили відмовитися від участі у виборах на користь Анатолія Гриценка[30].
- 9 березня — Президент України Петро Порошенко на Тарасовій горі вручив Національні премії України імені Тараса Шевченка[31].
- 10 березня — Дмитро Підручний на Чемпіонаті світу з біатлону в гонці переслідування виграв перше чоловіче золото на чемпіонатах світу з біатлону в історії України[32].
- 16 березня — збірна України з біатлону виборола бронзові медалі на Чемпіонаті світу з біатлону в жіночій естафеті[33].
- 21 березня — Україна завершила будівництва своєї частини дунайської поромної переправи «Орлівка — Ісакча».[34].
- 22 березня:
  - Український політв'язень Павло Гриб засуджений у Росії до 6 років позбавлення волі[35].
  - 8-ма церемонія вручення української національної професійної музичної премії «YUNA». По три нагороди отримали гурт The Hardkiss та співачка MARUV[36].
- 30 березня — Олександр Гвоздик переміг Дуду Нгумбу технічним нокаутом і зберіг титул чемпіона WBC.[37].
- 31 березня
  - Перший тур виборів Президента України. Явка виборців склала 63,52 %. До другого туру вийшли Володимир Зеленський (30,24 % голосів) та Петро Порошенко (15,95 % голосів).
  - У міжнародному аеропорту «Бориспіль» почав працювати другий термінал — термінал F, який будуть використовувати для лоукостів та чартерних рейсів[38].

### Квітень
- 1 квітня — утратив чинність Договір про дружбу, співробітництво і партнерство між Україною і Російською Федерацією[39].
- 8 квітня — Убивство поліцейських у Дніпрі 25 вересня 2016: Кіровський суд м. Дніпра засудив підозрюваного у скоєнні злочині Олександра Пугачова до довічного ув'язнення з конфіскацією майна.[40]
- 11 квітня — Президент України Петро Порошенко підписав указ про призначення 38 суддів Вищого антикорупційного суду України, таким чином сформовано перший його склад[41].
- 13 квітня — Василь Ломаченко захистив титули чемпіона світу за версіями WBA Super та WBO в легкій вазі, нокаутувавши британця Ентоні Кроллу[42].
- 17 квітня — Окружний адміністративний суд міста Києва скасував націоналізацію ПриватБанку[43].
- 24 квітня — Президент РФ Володимир Путін підписав указ про спрощений порядок отримання російського громадянства для жителів окупованих районів Донецької та Луганської областей[44].
- 25 квітня — Верховна Рада України прийняла Закон «Про забезпечення функціонування української мови як державної»[45].
- 30 квітня — вибори Президента України 2019: ЦВК оголосила результати другого туру, перемогу отримав Володимир Зеленський із результатом 73 % голосів[46].

### Травень
- 7 травня — Президент Петро Порошенко призначив 75 суддів до Верховного Суду; головою Вищого антикорупційного суду обрана Олена Танасевич; її заступником — Євген Крук[47].
- 14 травня — судді Конституційного Суду України звільнили голову цього суду Станіслава Шевчука з посади судді та обрали на його місце Наталю Шапталу[48].
- 15 травня:
  - Президент України Петро Порошенко підписав Закон «Про забезпечення функціонування української мови як державної»[49].
  - У фіналі Кубку України з футболу 2018—2019 рр. донецький Шахтар переміг клуб Інгулець та здобув титул у 13-й раз[50].
- 19 травня — Донецький Шахтар достроково став переможцем чемпіонату України з футболу 2018—2019 та у 12-й раз виборов чемпіонство[51].
- 20 травня — Володимир Зеленський вступив на посаду президента України[52].
- 21 травня — Президент України Володимир Зеленський видав указ про припинення повноважень Верховної Ради України 8-го скликання і призначив позачергові вибори на 21 липня 2019 року[53].
- 22 травня — Кабінет Міністрів схвалив Український правопис у новій редакції, розробленій Українською національною комісією з питань правопису[54].
- 23 травня — у Миколаєві на ССРЗ «Нібулон» спущено на воду Самохідний перевантажувач проєкту П-140, який є найбільшим судном в історії незалежної України[55].
- 30 травня — Верховна Рада України ухвалила закон про визнання і підтримку національної скаутської організації «Пласт» на державному рівні[56][57].

### Червень
- 2 червня — на 48-му Київському міжнародному кінофестивалі «Молодість» гран-прі отримав фільм «Дикий», французького режисера Камій Відаль-Наке[58].
- 6 червня:
  - Верховна Рада України прийняла Закон «Про тимчасові слідчі комісії і тимчасові спеціальні комісії Верховної Ради України», який врегульовує процедуру імпічменту Президента України[59].
  - Конституційний Суд України визнав неконституційними положення законодавства щодо е-декларування громадських активістів та — за зверненням заводу Коломойського — права НАБУ вимагати визнання корупційних угод недійсними[60].
- 19 червня — знайшли застреленим народного депутата України, координатора групи «Інформаційний спротив» Дмитра Тимчука[61].
- 20 червня — Владика Філарет провів «собор» щодо відновлення Київського патріархату[62].
- 24 червня
  - 140-й центр спеціального призначення став першим в історії підрозділом країни — не члена НАТО, який пройшов сертифікацію для залучення до Сил швидкого реагування НАТО[63].
  - Національний банк України з 25 жовтня 2019 року запроваджує в обіг банкноту номіналом 1000 гривень, на котрій розміщено портрет Володимира Вернадського[64].

### Липень
- 11 липня:
  - Суд ЄС скасував санкції 2018 року проти Віктора Януковича та його команди[65].
  - Верховна Рада України прийняла новий Виборчий кодекс[66].
- 13 липня — українська тенісистка Дар'я Снігур виграла Вімблдонський турнір серед дівчат в одиночному розряді[en], здолавши у фіналі американку Алексу Ноель[67].
- 13 липня — у Києві завершився музичний фестиваль Atlas Weekend[68].
- 20 липня:
  - Гран-прі 10-го Одеського міжнародного кінофестивалю отримали дві картини — грузинська стрічка Левана Акіна «А потім ми танцювали» та українська драма Нарімана Алієва «Додому»[69].
  - Ольга Харлан здобула золоту медаль у змаганнях на шаблях на Чемпіонаті світу з фехтування та стала шестиразовою чемпіонкою світу[70].
- 21 липня — в Україні відбулися парламентські вибори. До складу Верховної Ради проходять 5 політичних партій («Слуга народу», «Опозиційна платформа — За життя», «Європейська Солідарність», ВО «Батьківщина» та «Голос»), а також 199 депутатів, обраних за мажоритарною системою в одномандатних округах[71].
- 28 липня — Динамо (Київ) обіграло донецький «Шахтар» у матчі за Суперкубок України[72].

### Серпень
- 1 серпня — в Україні у першому півріччі 2019 року встановили вітроелектростанції потужністю 262 МВт; держава увійшла до топ-5 країн за кількістю встановлених нових вітроелектростанцій на суші.[73]
- 7 серпня — президент України Володимир Зеленський підписав закон про ратифікацію угоди про зону вільної торгівлі між Україною та Ізраїлем.[74]
- 11 серпня — на Чемпіонаті Європи зі стрибків у воду, що проходили в Києві, українські спортсмени здобули 7 медалей. 13-річний Олексій Середа став наймолодшим переможцем у таких змаганнях.[75]
- 13 серпня — у Києві зафіксовано наймасштабніший спалах кору за всі роки незалежності[76].
- 14 серпня — Українська автокефальна православна церква офіційно припинила існування, запис припинення релігійної організації внесений в Єдиний державний реєстр юридичних осіб[77].
- 17 серпня — в Одесі у готелі «Токіо-Стар» у результаті пожежі загинуло 9 людей[78].
- 28 серпня — у м. Дрогобич (Львівська область) в результаті обвалу у чотириповерховому будинку загинуо 8 людей[79].
- 29 серпня — відбулося перше засідання Верховної Ради України IX скликання. Головою Ради обрано Дмитра Разумкова, Прем'єр-Міністром — Олексія Гончарука[80], главою СБУ — Івана Баканова[81].
- 31 серпня:
  - Секретаріат штаб-квартири НАТО з консультацій, командування та управління (СЗВ) включив Україну до переліку держав, які використовують програмне забезпечення LOGFAS.[82].
  - Василь Ломаченко переміг британця Люка Кемпбелла та захистив титули чемпіона світу за версіями WBA, WBO і The Ring у легкій вазі, а також виграв вакантний титул чемпіона WBC в легкій вазі[83].

### Вересень
- 3 вересня — Верховна Рада України схвалила законопроєкт, який передбачає зняття недоторканності з народних депутатів[84].
- 4 вересня — Кабінет Міністрів України ухвалив рішення про звільнення мера Києва Віталія Кличка з посади голови Київської міської державної адміністрації[85].
- 5 вересня — розпочав роботу новостворений Вищий антикорупційний суд України[86].
- 7 вересня:
  - У результаті операції по взаємному звільненню утримуваних осіб до України повернулися 22 українські моряки, 2 співробітники СБУ  та 11 українських політв'язнів Кремля — Олег Сєнцов, Володимир Балух, Едем Бекіров, Павло Гриб, Микола Карп'юк, Станіслав Клих, Олександр Кольченко, Євген та Артур Панови, Олексій Сизонович та Роман Сущенко[87].
  - Український фільм Атлантида режисера Валентина Васяновича здобув перемогу в офіційній конкурсній програмі «Горизонти» 76-го Венеційського кінофестивалю[88].
- 8 вересня — в Україні вперше на державному рівні вшановують роковини депортації українців з етнічних західних територій[89].
- 9 вересня — українці по всьому світу відзначають 250-річчя з дня народження засновника нової української літератури Івана Котляревського[90].
- 14 вересня — у Києві завершив роботу 16-й міжнародний форум «Ялтинська європейська стратегія—2019», який тривав протягом трьох днів[91].
- 28 вересня — біля села Республіканець на Херсонщині відкрили невідому донедавна фортецю, збудовану на рубежі тисячоліть[92].

### Жовтень
- 1 жовтня — президент України Володимир Зеленський відповів на лист Мартіна Сайдіка, що Україна погоджує текст «формули Штайнмаєра», яка надає особливий статус «окремим територіям» Донбасу[93].
- 2 жовтня — у багатьох містах України пройшли протестні акції «Ні капітуляції!» проти імплементації Мінських угод за «формулою Штайнмаєра»[94].
- 4 жовтня:
  - Прем'єр-міністр України Олексій Гончарук представив п'ятирічний план уряду технократів[95].
  - Ан-12, що належав компанії Ukraine Air Alliance, під час виконання чартерного рейсу з Іспанії до Туреччини розбився біля Міжнародного аеропорту «Львів» імені Данила Галицького при спробі здійснити вимушену посадку. П'ятеро людей загинули, ще троє — травмовані.[96]
- 6 жовтня — у десятках українських міст та закордоном відбулися акції «Ні капітуляції!» проти «формули Штайнмаєра» та відведення українських військ від лінії розмежування на Донбасі[97].
- 9 жовтня — Україна посіла 85-е місце серед 141 країн в рейтингу конкурентоспроможності Всесвітнього економічного форуму за 2019 рік, що на дві позиції нижче порівняно з 2018 роком[98].
- 10 жовтня — президент України Володимир Зеленський провів найдовшу у світовій історії пресконференцію, що тривала понад 14 годин, під час якої надав відповіді на понад 500 запитань від майже 300 журналістів[99].
- 12 жовтня:
  - На позачерговому засіданні Собор Православної Церкви Еллади визнав автокефалію ПЦУ[100].
  - Олександр Усик здобув дострокову перемогу в дебютному бою в суперважкій вазі проти американця Чазза Візерспуна[101].
- 25 жовтня — Національний банк України ввів у обіг банкноту номіналом 1000 гривень[102].
- 30 жовтня — Верховна Рада України перейменувала місто Переяслав-Хмельницький на Переяслав[103].

### Листопад
- 8 листопада:
  - Міжнародний суд ООН визнав свою юрисдикцію на розгляд справи «Україна проти Росії», відхиливши всі аргументи Росії[104].
  - Олександрійський патріархат, який займає друге місце у диптиху православних церков світу, першим зі старих патріархатів пентархії окрім Вселенського офіційно визнав автокефальну Православну церкву України — патріарх Феодор ІІ пом'янув митрополита Київського Епіфанія[105].
- 15 листопада — неподалік від міста Балаклія Харківської області відбулися поодинокі вибухи на складах зберігання боєприпасів. У результаті двоє військових загинули, ще п'ятеро отримали поранення.[106].
- 18 листопада — Російська Федерація передала Україні катери Бердянськ і Нікополь, а також буксир Яни Капу, захоплені 25 листопада 2018 року в ході інциденту в Керченській протоці[107].
- 26 листопада — українська стрибунка у висоту Ярослава Магучих за підсумками сезону-2019 отримала від Світової легкої атлетики нагороду «Висхідна зірка» (англ. Female Rising Star) як найкраща молода легкоатлетка світу[108].

### Грудень
- 3 грудня — холдинг NEQSOL Holding, до якого азербайджанська входить компанія Bakcell, завершив угоду з купівлі українського мобільного оператора «Vodafone Україна»[109].
- 4 грудня — у результаті пожежі в Одесі 12 людей загинули, 32 постраждали та 8 зникли безвісти.
- 9 грудня — відбулась зустріч в нормандському форматі (саміт) глав України, Росії, Франції та Німеччини в Парижі[110].
- 12 грудня — заарештовано основних підозрюваних у резонансному вбивстві журналіста Павла Шеремета: українських військових Яну Дугарь, Юлію Кузьменко та Андрія Антоненка[111].
- 13 грудня:
  - Книгою року BBC в Україні став роман «Доця» української письменниці Тамари Горіха Зерня[112].
  - Косівську мальовану кераміку внесено до Репрезентативного списку ЮНЕСКО нематеріальної культурної спадщини людства[113].
- 18 грудня — Генеральна Асамблея ООН схвалила резолюцію про захист прав людини в Криму[114].
- 19 грудня — український важкоатлет Олексій Торохтій позбавлений золотої медалі Олімпійських ігор 2012 року в Лондоні порушення антидопінгових правил МОК[115].
- 23 грудня — завершено будування моста через Керченську протоку, введено в експлуатацію залізницю, що з'єднує Росію та окупований нею Крим[116].
- 28 грудня — апеляційний суд Києва змінив запобіжний захід із утримання під вартою на особисті зобов'язання екс-беркутівцям, яких підозрювали у вбивстві людей під час Революції гідності — Павлу Аброськіну, Сергію Зінченку, Олександру Маринченку, Сергію Тамтурі і Олегу Янішевському.[117]
- 29 грудня — відбувся масштабний обмін утримуваними особами між Україною з одного боку та ОРДЛО і Російською Федерацією — з іншого. До України повернулося 76 осіб, зокрема Станіслав Асєєв, Богдан Пантюшенко; віддано 127 осіб, зокрема 5 представників «Беркуту» та 3 «харківських терористів».[118]

## Нагороджено, відзначено

### Шевченківська премія
- Кіномистецтво — Бондарчук Роман Леонідович
- Публіцистика, журналістика — Горинь Богдан Миколайович
- Публіцистика, журналістика — Забужко Оксана Стефанівна
- Театральне мистецтво — Держипільський Ростислав Любомирович
- Візуальні мистецтва — Чебаник Василь Якович
- Музичне мистецтво — Шейко Володимир Олександрович

## Особи

### Народились
20 липня — Пес Патрон, талісман Державної служби з надзвичайних ситуацій.

### Померли
- 24 січня — Дерепа Сергій Павлович, 63, журналіст та спортивний коментатор, заслужений журналіст України.
- 2 лютого — Лемеха Роман Михайлович, 77, диктор Львівського радіо і телебачення, заслужений артист України.
- 19 лютого — Чубач Ганна Танасівна, 78, українська поетеса, заслужений діяч мистецтв України.
- 2 березня — Портяк Василь Васильович, 66, український прозаїк і сценарист.
- 3 березня — Романюк Сергій Дмитрович, 65, український актор, Народний артист України.
- 9 квітня — Бенюк Петро Михайлович, 73, український актор, Народний артист України.
- 11 квітня — Пономаренко Іван Вікторович, 74, український співак, Народний артист України.
- 5 травня — Казаков Валерій Миколайович, 81, Герой України, ректор, Донецького національного медичного університету ім. М. Горького.
- 14 травня — Богуцький Юрій Петрович, 66, український державний діяч, міністр культури і мистецтв (1999, 2001—2005), міністр культури і туризму (2006—2007).
- 21 травня — Іващишин Маркіян Йосипович, 52, український громадський, політичний і культурний діяч, підприємець. Один з провідників «революції на граніті» 1990 року.
- 25 травня — Кремінь Дмитро Дмитрович, 65, український поет, публіцист, есеїст, перекладач, заслужений діяч мистецтв України (2016), лауреат Шевченківської премії (1999).
- 6 червня — Мушкетик Юрій Михайлович, 90, український письменник, Герой України.
- 22 липня — Мусіяка Віктор Лаврентійович, 73, український політик, один з авторів тексту Конституції України.
- 27 липня — Вірастюк Роман Ярославович, 51, український спортсмен, штовхальник ядра, директор департаменту Міністерства молоді та спорту України.
- 13 серпня — Філіпчук Володимир Станіславович, 79, голова правління Одеського ВАТ «Ексімнафтопродукт», Герой України.
- 29 вересня — Мєшков Юрій Олександрович, 73, політик і юрист, перший та єдиний Президент Республіки Крим (1994—1995), Голова Ради Міністрів Криму (1994).
- 3 грудня — Кипріян Мирон Володимирович, 89, головний художник театру ім. М. Заньковецької, народний художник України.
- 4 грудня — Александров Борис Георгійович, 61, доктор біологічних наук, професор, член-кореспондент НАН України, директор Інституту морської біології НАН України. Загинув під час пожежі в Одесі.
- 12 грудня — Микола Посікіра, 73, український скульптор.
- 13 грудня — Шеляг-Сосонко Юрій Романович, 86, український ботанік, академік НАН України.
- 19 грудня — Петро Кулик, 86, український скульптор.

## Засновані, створені
- 47-ма окрема дорожньо-комендантська бригада

## Пам'ятні дати та ювілеї
- 1075 з часу початку походу київського князя Ігора Рюриковича на Константинополь та укладення Русько-візантійського мирного договору у 944 році;
- 1050 років з часу початку другого Балканського походу київського князя Святослава у 969 році.
- 1000 років з початку правління Ярослава Мудрого, Великого князя Київської  Русі у 1019 році.
- 875 років з часу у 1144 році:
  - створення Галицького князівства та перенесення князем Володимирком столиці до Галича. У місті спалахнуло повстання проти його правління, яке Володимирко придушив.
  - створення Галицького (Крилоського) Євангелія — однієї з найдавніших книжних пам'яток Київської Русі у 1144 році.
- 850 років з часу захоплення й розорення Києва об'єднаним військом 12 руських князів, очолюваним Андрієм Боголюбським у 1169 році.
- 750 років з часу початку правління князя Володимира Васильковича (сина Василька Романовича, брата Данила Галицького) на Волині у 1269 році.
- 575 років з часу надання Магдебурзького права місту Житомиру у 1444 році.
- 550 років з часу надання Магдебурзького права місту Бібрці у 1469 році.
- 450 років з часу у 1569 році:
  - укладення Люблінської унії;
  - надання Магдебурзького права місту Яворову;
- 425 років з часу у 1594 році:
  - початку повстання під проводом Северина Наливайка;
  - вперше за свою історію Військо Запорозьке стало повноправним учасником міжнародної коаліції, уклавши договір із «Священною лігою» щодо спільної боротьби проти Османської імперії;
  - закладення замку у місті Жовква.
- 400 років з часу у 1619 році:
  - виходу «Граматики» Мелетія Смотрицького — першого повного видання церковнослов'янської  мови в українській редакції;
  - укладення Роставицької польсько-козацької угоди, за якою реєстр обмежувався трьома тисячами козаків і встановлювалася заборона їх походів до турецьких володінь;
  - заснування Спасо-Преображенського Мгарського монастиря;
- 360 років з часу Конотопської битви, в якій українське військо здобуло перемогу над російським (07–09.07.1659);
- 350 років з часу у 1669 році:
  - поділу України на два гетьманства: на Правобережжі гетьманом під османським протекторатом залишився Петро Дорошенко, на Лівобережжі — гетьманом під московським протекторатом проголошено Дем'яна Многогрішного;
  - укладення новообраним лівобережним гетьманом Дем'яном Многогрішним україно-московської угоди — Глухівських статей (16 березня);
  - проголошення альтернативним гетьманом Правобережжя під польським протекторатом Михайла Ханенка;
  - обрання Кошовим отаманом Січі Лукаша Мартиновича.
- 300 років з часу у 1719 році:
  - створення Київської губернії у складі Київської, Орловської, Бєлгородської і Свевської провінцій. До Київської провінції входила Гетьманщина[119].
  - заснування на Слобожанщині Глушківської (Путивльської) суконної мануфактури — однієї з перших в Україні фабрик.[120].
- 250 років з часу укладення Григорієм Сковородою збірника «Басні Харьковскія» у 1769 році.
- 200 років з часу у 1819 році:
  - організації в Полтаві Василем Лукашевичем Малоросійського таємного товариства
  - повстання військових поселенців у Чугуєві;
  - закриття в Полтаві масонської ложі «Любов до істини»;
  - прем'єри п'єси Івана Котляревського «Наталка Полтавка» на сцені полтавського театру;
  - заснування Інституту проблем ендокринної патології імені В. Я. Данилевського Національної академії медичних наук України;
- 175 років з часу заснування «Інституту музики» Галицького музичного товариства (нині — Львівська Національна музична академія імені М. В. Лисенка) у 1844 році.
- 100 років з часу у 1919 році:
  - створення Одеської кіностудії (1919);
  - заснування Національного музею мистецтв імені Богдана та Варвари Ханенків (1919);
  - утворення Національної заслуженої академічної капели України «Думка» (1919);
  - заснування Головної книжної палати у місті Києві (нині — державна наукова установа «Книжкова палата України імені Івана Федорова» (січень 1919);
  - ухвалення Директорією УНР закону про вищий уряд  Української  автокефальної православної соборної церкви (01.01.1919);
  - початку наступу військ Тимчасового робітничо-селянського уряду України на Україну;
  - проголошення у селі Ясіні на Закарпатті Гуцульської Республіки (08.01.1919);
  - ухвали Всенародними зборами у місті Хусті рішення про приєднання Закарпаття до Української Народної Республіки (21.01.1919);
  - проголошення на Софійському майдані в Києві Директорія УНР Акт Злуки про об'єднання Української Народної Республіки і Західноукраїнської Народної Республіки в єдину соборну Україну (22 січня 1919 р.);
  - створення Української Республіканської Капели і започаткування культурної дипломатії Української Народної Республіки  (24.01.1919);
  - створення Інституту травматології та ортопедії Національної академії медичних наук України (червень 1919);
  - Хотинського повстання під проводом більшовиків проти румунської окупації в якому взяло участь 30 тисяч чоловік;
  - Чортківської операції Української Галицької Армії (УГА) під час українсько-польської війни (1918—1919 рр.), в ході якої від поляків було звільнено Чортків, Тернопіль, Бучач та Перемишляни і вдалось розгорнути наступ на Львів (07–28.06.1919);
  - початку походу об'єднаних армій УНР і ЗУНР на Київ та Одесу (11.08.1919);
  - заснування Житомирського державного університету імені Івана Франка (жовтень 1919);
  - прийняття «Урочистої обітниці Директорії, міністрів, урядовців і суддів та присяги військових на вірність Українській Народній Республіці» (14.10.1919);
  - закінчення польсько-українська війна;
  - початку Зимового походу Дієвої армії Української Народної Республіки (так званий Перший зимовий похід у тилу Збройних сил півдня Росії (06.12.1919);
  - юридичного затвердивши окупації Польщею етнічних українських земель — Холмщини, Лемківщини, Посяння і Підляшшя по східному кордону Польщі «лінію Керзона»;
- 90 років з часу проведення Першого Конгресу (Великого збору) українських націоналістів, на якому була створена Організація українських націоналістів (28.01–03.02.1929);
- 80 років з дня проголошення незалежності Карпатської України (15.03.1939);
- 75 років з часу у 1444 році:
  - бою Української Повстанської Армії під Гурбами (21–25.04.1944);
  - створення Української Головної Визвольної Ради (липень 1944);
  - заснування  Національного транспортного університету у місті Києві (07.11.1944);
- 50 років з часу у 1969 році.
  - заснування Національного музею народної архітектури та побуту України у місті Києві (1969);
  - призначення на посаду прем'єр-міністра Ізраїлю уроженки України Голди Меїр — першої жінки на цьому посту.
- 30 років з часу у 1989 році.
  - виходу з підпілля Української греко-католицької церкви в Україні;
  - створення Товариства української мови імені Тараса Шевченка (нині — Всеукраїнське товариство «Просвіта» імені Тараса Шевченка (11–12.02.1989);
  - створення українського історико-просвітницького правозахисного доброчинного товариства «Меморіал» імені Василя Стуса (нині — громадська організація «Всеукраїнська правозахисна організація „Меморіал“ імені Василя Стуса») (04.03.1989);
  - проведення установчого з'їзду, на якому була створена громадсько-політична організація «Народний рух України за перебудову» (08–10.09.1989);
  - проведення у місті Чернівцях першого фестивалю української сучасної пісні та популярної музики «Червона рута» (17–24.09.1989);
- 25 років з часу заснування Національного університету «Острозька академія» (1994);
- 25 років з дня створення Українського центру культурних досліджень (17.06.1994);
- 25 років з часу створення Інституту соціальної та політичної психології Національної академії педагогічних наук України (26.01.1994);
- 5 років з днів звільнення міст Східної України від російської окупації: Лимана (04.06.2014), Маріуполя (13.06.2014), Слов'янська, Краматорська, Дружківки, Костянтинівки (05.07.2014), Бахмута (06.07.2014), Торецька (21.07.2014), Авдіївки (30.07.2014), Красногорівки (01.08.2014), Мар'їнки (05.08.2014).

### Дні пам'яті
- 80-ті  роковини початку Другої світової війни (01.09.1939);
- 75-ті роковини  депортації кримських татар та інших народів Криму (18.05.1944);
- 75 років від початку переселення та депортації українців з Лемківщини, Холмщини, Надсяння, Підляшшя (вересень 1944, день пам'яті — 10.09.2019).

### Відомі події світової історії
30 років з часу падіння комуністичних режимів у країнах Центрально-Східної Європи (09.11.1989).

### Видатних особистостей
- 250 років з дня народження — Івана Петровича Котляревського, українського письменника, поета, драматурга, основоположник сучасної української літератури, громадського діяча.
- 240 років з дня народження Олександра Засядька (1779—1838), інженера- артилериста, конструктора бойових ракет;
- 200 років з дня народження — Пантелеймона Олександровича Куліша, українського письменника, фольклориста, етнографа, мовознавця, перекладача, критика, редактора та видавця.
- 200 років з дня народження — Ніколи Артемовича Терещенка, українського підприємця та благодійника, старшого сина засновника династії Терещенків Артемія Яковича Терещенка, почесного громадянина міста Києва.
- 150 років з дня народження — Федора Прохоровича Левитського (Левицького), український оперний і камерний співак (бас), музичний критик, педагог.
- 150 років з дня народження — Михайла Петровича Косача (псевдонім Михайло Обачний), український вчений-метеоролог та письменник, брат Лесі Українки і Ольги Косач-Кривинюк, автор ряду оповідань, друкованих в періодиці.
- 150 років з дня народження — Мирона Омеляновича Тарнавського, українського полководця, генерал-четара УГА та її Начального вождя (команданта, головнокомандувача).
- 140 років з дня народження -Симона Петлюри, Головного отамана УНР, члена Генерального секретаріату і Директорії, ключової особи під час Української революції.
- 100 років з дня народження Омеляна Йосиповича Пріцака, українського історика, мовознавця, філолога-орієнталіста, засновника і довголітнього директора Українського наукового інституту Гарвардського університету.
- 100 років з дня народження Юрія Трохимовича Тимошенка (Тарапуньки), українського естрадного артиста, конферансьє (дует «Тарапунька і Штепсель»).
- 100 років з дня народження Юхима Йосиповича Березіна (Штепселя), українського естрадного артиста в дуеті «Тарапунька і Штепсель», Народний артист УРСР (1961).
- 50 років з дня народження Ірини Миколаївни Білик, української поп-співачки («Фарби», «Ома»), Народної артистки України (2008).

#### Січень
1 січня — 110 років з дня народження Степана Бандери (1909—1959), провідного діяча та теоретика українського національно-визвольного руху, голови Проводу Організації українських націоналістів, політичного діяча;
6 січня — 80 років з дня народження Валерія Лобановського (1939—2002), тренера, футболіста;
7 січня  – 130 років з дня народження Михайла Рудницького (1889—1975), літературознавця, літературного критика, перекладача, поета;
8 січня — 140 років з дня народження Степана Васильченка (справжнє ім'я та  прізвище — Степан Панасенко) (1879—1932), письменника, журналіста, педагога;
9 січня — 160 років з дня народження Степана Смаль-Стоцького (1859—1938), вченого, філолога, громадського діяча;
11 січня — 90 років з дня народження Тетяни Черевченко (1929—2017), вченого в галузі ботаніки;
12 січня — 140 років з дня народження Володимира Сінклера (1879—1946), військового діяча, генерал-поручника Армії УНР;
12 січня — 110 років з дня народження Марії Примаченко (Приймаченко) (1909—1997), художниці, майстрині народного декоративного розпису;
12 січня — 90 років з дня народження Миколи Мащенка (1929—2013), кінорежисера, сценариста, письменника, народного артиста УРСР;
13 січня — 100 років з дня народження Любові Малої (1919—2003), лікаря-терапевта, науковця, Героя України;
17 січня — 150 років з дня народження  Івана Труша (1869—1941), художника, мистецтвознавця, видавця;
23 січня — 170 років від дня народження Богдана Ханенка (1849—1917), археолога, мецената, колекціонера української старовини і творів мистецтва;
23 січня — 90 років з дня народження Філарета (1929) (в миру — Денисенко Михайло Антонович), православного церковного діяча, патріарха Української Православної Церкви Київського Патріархату;
24 січня — 140 років з дня народження Станіслава Людкевича (1879—1979), композитора, музикознавця, фольклориста, педагога, народного артиста СРСР;
27 січня — 180 років з дня народження Павла Чубинського (1839—1884), фольклориста, етнографа, поета, автора слів Державного Гімну України;
28 січня — 100 років з дня народження Олексія Корнієнка (1919—2003), драматурга та перекладача;
30 січня — 120 років з дня народження Володимира Горбового (1899—1984), державного, громадського, політичного діяча, політв'язня радянського режиму;

#### Лютий
13 лютого — 110 років з дня народження Віктора Іванова (1909—1981), кінорежисера, сценариста, письменника;
16 лютого — 190 років з дня народження Ісидора  Шараневича (1829—1901), історика, археолога, педагога, дослідника Галичини та Волині;
16 лютого — 140 років з дня народження Василя Короліва-Старого (справжнє ім'я та  прізвище — Василь Королів) (1879—1943), письменника, видавця, громадського діяча, члена ТУП та одного із засновників Української Центральної Ради;
18 лютого — 90 років з дня народження Віктора Зеленського (1929—2017), фізика, академіка АН УРСР;
20 лютого — 140 років з дня народження Василя Юр'єва (1879—1962), селекціонера, академіка АН УРСР;
20 лютого — 130 років з дня народження Лева (Левка) Ревуцького (1889—1977), композитора, педагога, мистецтвознавця, музичного і громадського діяча;
23 лютого — 140 років з дня народження Казимира Малевича (1879—1935), художника, теоретика мистецтва, педагога;
23 лютого — 100 років з дня народження Петра Федуна (псевдонім — Полтава) (1919—1951), військового та політичного діяча, члена ОУН та УПА;
28 лютого — 130 років з дня народження Павла Шандрука (1889—1979), військового діяча, генерал-хорунжого Армії УНР;

#### Березень
|                                                                        |  |  |
| Ювілейна монета НБУ присвячена Олексію Погорєлову, випущена 03.06.2019 |  |  |

3 березня — 100 років з дня народження Олексія Погорєлова (1919—2002)  математика, академіка АН УРСР, академіка АН СРСР;
4 березня — 70 років з дня народження Володимира Івасюка (1949—1979), композитора, поета, основоположника української естрадної музики, Героя України;
15 березня — 170 років з дня народження Володимира Шухевича, (1849—1915), громадського діяча, етнографа, педагога, публіциста;
17 березня — 100 років від дня народження Олексія Коломійця, письменника, драматурга (1919—1994);
20 березня — 380 років з дня народження Івана Мазепи (1639—1709), гетьмана України, військового та політичного діяча, мецената;
20 березня — 130 років з дня народження Олександра Корнієвського (1889—1988), бандуриста, майстра з виготовлення музичних інструментів;
24 березня — 150 років з дня народження Олени Кисілевської (1869—1956), громадської та політичної діячки, письменниці, перекладачки, активістки жіночого руху в Західній Україні;

#### Квітень
6 квітня — 160 років з дня народження Миколи Левитського (1859—1936), громадського та державного діяча, публіциста, організатора кооперативного руху, публіциста;
7 квітня — 100 років з дня народження Омеляна Пріцака (1919—2006), історика, сходознавця, філолога, джерелознавця, засновника і директора Інституту українських студій Гарвардського університету;
8  квітня — 70 років з дня  народження Василя Овсієнка (1949), громадського діяча, публіциста, члена Української Гельсінської Групи, політв'язня радянського режиму;
10 квітня — 130 років з дня народження Олександра Загродського (1889—1968), військового діяча, генерал-хорунжого Армії УНР;
12 квітня — 140 років з дня народження  Андрія Лівицького (1879—1954), громадського, політичного, державного діяча, правника;
19 квітня — 100 років з дня народження Олександра Сегаля (1919—2010), хореографа, головного балетмейстера Київського театру оперети;

#### Травень
7 травня — 130 років з дня народження Миколи Омелюсика (псевдонім — Поліщук) (1889—1970), військового діяча;
13 травня — 170  років з дня народження Панаса Мирного (справжнє ім'я та прізвище — Панас Рудченко) (1849—1920), письменника, драматурга, громадського діяча;
20 травня — 140 років з дня народження Бориса Мартоса (1879—1977), державного, громадського, політичного діяча, вченого, економіста;
21 травня — 90 років з дня народження Еммануїла Миська (1929—2000); скульптора, художника;
22 травня — 140 років з дня народження Симона Петлюри (1879—1926), Голови Директорії Української Народної Республіки, державного, військового та політичного діяча, журналіста, літературного і театрального критика;
22 травня — 140 років з дня народження Федора Кричевського (1879—1947), живописця, педагога;
27 травня — 160 років з дня народження Панаса Саксаганського (справжнє ім'я та прізвище — Панас Тобілевич) (1859—1940), актора, режисера, драматурга;
27 травня — 90 років з дня народження Романа Іваничука (1929—2016), письменника, педагога, Героя України;
31 травня — 100 років з дня народження Леоніда Махновця (1919—1993), літературознавця, історика, археолога, перекладача, бібліографа;

#### Червень
6 червня — 130 років з дня народження Ігоря Сікорського (1889—1972), авіаконструктора;
21 червня — 150 років з дня народження Федора Матушевського (1869—1919), публіциста, дипломата, громадського та політичного діяча;

#### Липень
7 липня — 100 років з дня народження Дмитра Вітовського (1919—1947), військового діяча;
9 липня — 110 років з дня народження Петра Олійника (псевдонім — Еней) (1909—1946), військового діяча, полковника УПА;
17 липня — 170 років з дня народження Олени Пчілки (справжнє ім'я та прізвище — Ольга Косач) (1849—1930), письменниці, перекладачки, громадської діячки, фольклориста, етнографа;
25 липня — 150 років з дня народження Михайла Косача (1869—1903), письменника, фольклориста, вченого-метеоролога;

#### Серпень
5 серпня — 120 років з дня народження Бориса Антоненка-Давидовича (1899—1984), письменника, публіциста, мовознавця, політв'язня радянського режиму;
7 серпня — 200 років з дня народження Пантелеймона Куліша (1819—1897), письменника, перекладача, фольклориста, історика, громадського діяча;
8 серпня — 100 років з дня народження Бориса Вєркіна (1919—1990), фізика, вченого, академіка АН УРСР;
11 серпня — 130 років з дня народження Олександра Шульгина (1889—1960), державного, громадського, культурного та наукового діяча, дипломата;
15  серпня — 200 років з дня народження Григорія Галагана (1819—1888), громадського діяча, мецената;
20 серпня — 120 років з дня  народження  Олександра Саєнка  (1899—1985), митця–декоратора, художника;
21 серпня — 110 років з дня народження Миколи Боголюбова (1909—1992), вченого, фізика-теоретика і математика, академіка АН УРСР та АН СРСР;
29 серпня — 150 років з дня народження Мирона Тарнавського (1869—1938), військового діяча, головнокомандувача Української Галицької армії.

#### Вересень
1 вересня — 130 років з дня народження Ольги Басараб (1889—1924), громадської та політичної діячки, підпільниці;
9 вересня — 250 років з дня народження Івана Котляревського (1769—1838), письменника, поета, драматурга, громадського діяча, основоположника сучасної української літератури;
18 вересня — 90 років з дня народження Алли Горської (1929—1970), художниці, учасниці правозахисного руху;
20 вересня — 90 років з дня народження Івана Світличного (1929—1992), літературознавця, мовознавця, поета, перекладача, політв'язня радянського  режиму;

#### Жовтень
5 жовтня — 110 років з дня народження Богдана-Ігоря Антонича (1909—1937), поета, прозаїка, перекладача;
10 жовтня — 130 років з дня народження Михайла Драй-Хмари (1889—1939), поета, літературознавця, репресованого;
16 жовтня — 80 років з дня народження Миколи Холодного (1939—2006) поета, літературознавця, публіциста, перекладача;
19 жовтня — 140 років з дня народження Миколи Порша (1879—1944), політичного діяча, економіста, члена Української Центральної Ради;
26 жовтня — 200 років з дня народження Миколи Терещенка (1819—1903), громадського діяча, підприємця, мецената;
27 жовтня — 100 років з дня народження Івана Лисяка-Рудницького (1919—1984), історика, політолога, публіциста;
29 жовтня — 110 років з дня народження Івана Климіва (псевдонім — Легенда) (1909—1942), політичного діяча, члена ОУН;  

#### Листопад
10 листопада — 140 років з дня народження Якова Рощепія (1879—1958), винахідника, конструктора;
11 листопада — 130 років з дня народження  Остапа Вишні (справжнє ім'я та прізвище — Павло Губенко) (1889—1956), письменника-сатирика, гумориста, перекладача;
11 листопада — 100 років від дня народження Ольги Кусенко (1919—1997), актриси театру і кіно, педагога, громадської діячки;
12 листопада — 90 років з дня народження Зеновія Красівського (1929—1991), поета, політв'язня радянського режиму;
14 листопада — 160 років з дня народження Василя Таїрова (1859—1938), вченого, фахівця з виноградарства та виноробства;
17 листопада — 150 років з дня народження Климентія Шептицького (1869—1951), церковного та громадського діяча, політв'язня радянського режиму;
18 листопада — 160 років з дня народження Костя Левицького (1859—1941), державного та громадського діяча, першого голови уряду ЗУНР;
23 листопада — 120 років від дня народження Григорія Костюка (1899—1982), психолога, педагога;
27 листопада — 140 років з дня народження Григорія Чупринки (1879—1921), поета, літературного критика, учасника антибільшовицького повстанського руху;
29 листопада — 120 років з дня народження Григорія Косинки (справжнє ім'я та прізвище — Григорій Стрілець) (1899—1934), письменника, перекладача;

#### Грудень
2 грудня — 150 років з дня народження Олександра Ющенка (1869—1936) вченого, психіатра, педагога, громадського діяча, дійсного члена АН УРСР;
6 грудня — 120 років з дня народження Олександра Оглоблина (1899—1992), історика, архівіста, президента Української вільної академії наук у США;
19 грудня — 100 років з дня народження Миколи Лукаша (1919—1988), поета, перекладача, лінгвіста, літературознавця;
21 грудня — 130 років з дня народження Стефана Таранушенка (1889—1976), мистецтвознавця, музейника, дослідника української архітектури;
23 грудня — 90 років з дня народження Володимира Шевченка (1929—1987), режисера-документаліста, кінооператора;
29 грудня — 130 років з дня народження Костянтина Калініна (1889—1938), авіаконструктора.